# 올리브리우스
올리브리우스(Olybrius, ? ~ 472년 11월 2일)는 서로마의 황제였던 발렌티니아누스 3세의 사위로 동로마의 황제였던 마르키아누스 사위인 안테미우스가 살해된 이후 472년 7월부터 같은 해 사망하기까지 서로마 제국의 실력자 리키메르에 의해 추대된 꼭두각시 황제였다.
로마에서 태어났다. 통치한지 겨우 7개월만에(11월 2일로 추정) 부종으로 사망했다.